# カルタゴ

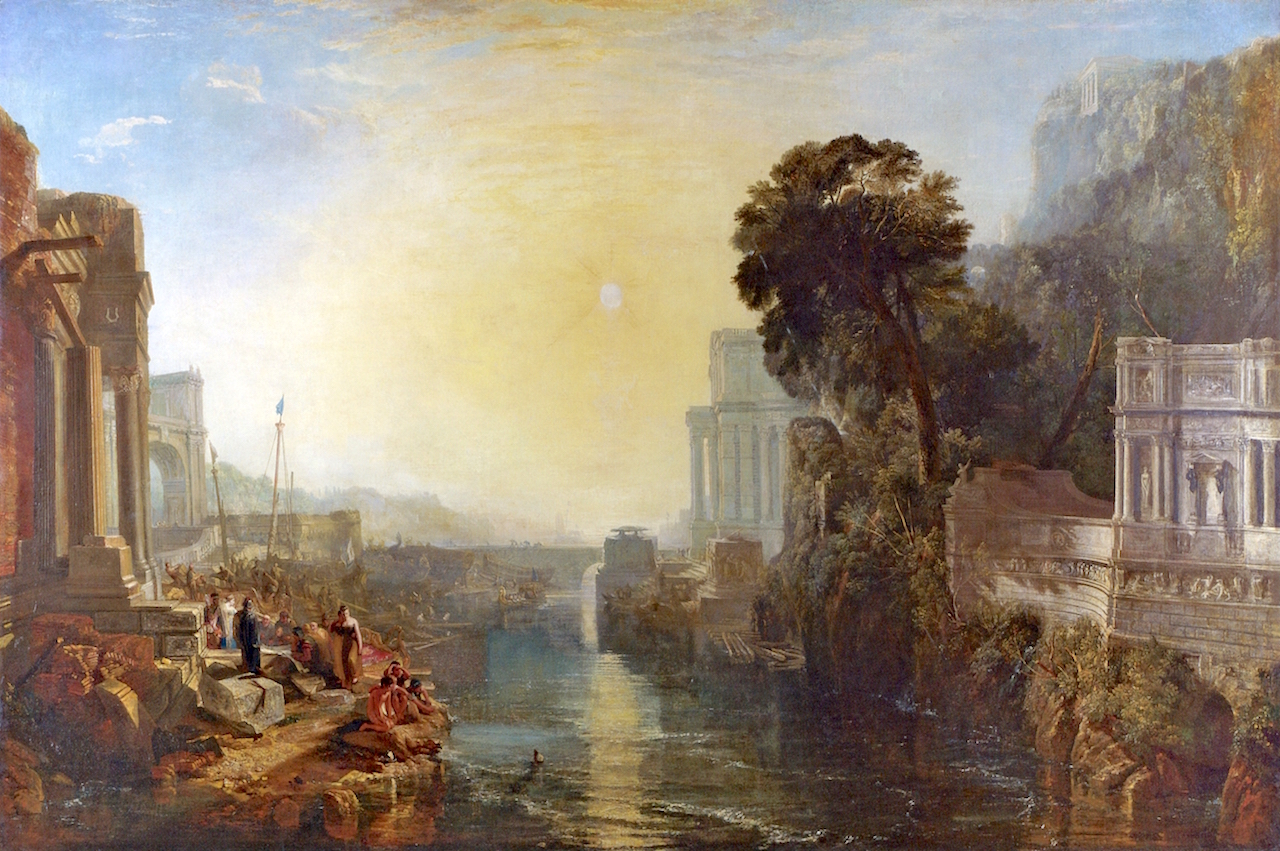
「カルタゴを建設するディド」（ジョゼフ・マロード・ウィリアム・ターナー画）

カルタゴ
 
𐤒𐤓𐤕𐤟𐤇𐤃𐤔𐤕

カルタゴ（ラテン語: Carthāgō または Karthāgō カルターゴー、アラビア語: قرطاج Qarṭāj）は、紀元前にアフリカ大陸の北岸を中心に地中海貿易で栄えた、フェニキア人による国家。中心となる都市（首都）はチュニス湖東岸にあった。地理的には、現在のチュニジア共和国の北側を中心とした。カルタゴは造船技術や水運や海上貿易のノウハウに優れ、地中海の貿易によって経済力や軍事力を誇り、地中海の西部の海上交易を支配した。文化の中心地としても栄え、アフリカ北岸の広域やイベリア半島の南側を領土として支配した。地中海南岸に本拠地を持つ大国であり、地中海北側に本拠地を持つローマと競い合った。

## 概要
カルタゴは元々はベルベル人が住んでいた。紀元前9世紀ころに、地中海東岸のティルスを本拠地としていたフェニキア人によって、地中海内の植民都市の一つとして建設された。本国のティルスがアッシリアに支配されてからは、フェニキア人にとってはカルタゴのほうが本拠地となり、ここを拠点として西地中海の貿易を支配してゆくことになった。その後、地中海北側から突き出たイタリア半島を本拠地に台頭してきたローマと、地中海の覇権を競うライバル関係となり敵対し、地中海覇権の鍵を握る中央部の島々（シチリア島など）の支配をめぐってローマと軍事的に激突。カルタゴとローマの間の一連の戦争は、（カルタゴは、当時、ローマ人からは「ポエニ」と呼ばれていたので）「ポエニ戦争」と呼ばれている（紀元前264年～紀元前146年）。造船技術に非常に優れ、海軍力に優れたカルタゴに対して、ローマは陸上の歩兵戦では優れていたが海戦は苦手とし、両国の軍隊は対照的であった。カルタゴからは、ハミルカル・バルカ、ハンニバル・バルカなど、幾人もの卓越した軍事司令官が輩出され、ローマの本拠地を攻撃する目的で「アルプス越え」を行って北側から陸伝いに攻撃を行い、歴史に残るような大勝も成し遂げた。だがローマの本拠地を支配することには成功せず、強大化しつづけるローマに対して次第に劣勢になり、ついには本拠地の城塞都市もローマの大軍に包囲され、それでも3重の強固な城壁に護られた城塞都市のおかげで何年にも渡り籠城戦に耐えたが、ついにはローマ軍に城壁を乗り越えられ都市を全て焼き払われ、もともと50万人はいたカルタゴ人は5万人になり、残ったカルタゴ人も逃亡したり奴隷になるなどし、カルタゴは滅亡した。だが紀元前45年にカエサルによって再建され、ローマ帝国内屈指の大都市として繁栄した。
現在は歴史的な遺跡のある観光地となっているほか、行政上はチュニス県カルタゴ市としてチュニジアの首都圏の一部を成す。
「カルタゴ」の名は、フェニキア語のカルト・ハダシュト（Qart-ḥadašt＝「新しい町」）に由来するとされる。

## 地理
カルタゴが建設された地形は、水深が浅く、錨を下ろしやすい入江があり、突き出した岬がある。これはフェニキアが港の建設をする条件に沿っている。カルタゴは地中海の東西のほぼ中央にあり、前8世紀頃にはイベリア半島のガデスからフェニキア本土のテュロス等へと貴金属を運ぶ航路の中間にあった。この位置が、カルタゴが繁栄する一因となった。
フェニキア人の地中海の航路は反時計回りであり、イベリア半島から東へ向かう船は北アフリカの海岸沿いに進み、テュロスなどフェニキア本土から西に向かう船はキプロス、ギリシア、シチリア、イビサなどの島々を経由した。

## 歴史

### カルタゴ建国伝説
カルタゴの建国に関して確実なのは、ティルスを母市としたフェニキア人が建設したこと、ティルスと同じメルカルト  (Melqart)  が町の守護神であったことなどである。カルタゴは同じフェニキア系都市で先に入植されたウティカやガデスの寄港地として開かれたと考えられている。なお、カルタゴ遺跡からの出土品では紀元前8世紀後半のものが最も古い。
ティルスの女王ディードーが兄ピュグマリオーン  (Pygmalion of Tyre)  から逃れてカルタゴを建設したとされる。ディードーは主神メルカルトの神官の妻だったが、ピュグマリーオンがディードーの夫を殺害したためにテュロスを去った。ローマの歴史家グナエウス・ポンペイウス・トログスの『ピリッポス史』によれば、岬に上陸したディードーは、1頭の牛の皮で覆うだけの土地を求めた。岬の住人が承知をすると、細く切った皮で紐を作って土地を囲い、丘全体を手に入れる。この丘はギリシア語で「皮」を意味するビュルサと呼ばれるようになった。ビュルサには近隣の人々が集まるようになり、同じくフェニキア系の都市であるウティカから使者が訪れ、都市の建設が始まる。皮で囲まれた土地については、地代としてアフリカ人へ貢租を支払うことになり、前5世紀まで支払いが続いたとされる。古代ローマの詩人ウェルギリウスは、上記とは異なるディードーの伝説を『アエネイス』で書いている。
ポンペイウス・トログスによるディードーの伝説に従えば、カルタゴはテュロスによる正規の植民都市ではなく、亡命者の土地にあたる。また、神官の妻だったディードーは宗教的にはピュグマリーオンよりも正統に属しており、メルカルト信仰の中心がテュロスからカルタゴへ移ったことも意味する。ビュルサの丘は、現在のサン・ルイの丘にあたる。古代ギリシアやローマの歴史家らの史料ではトロイ戦争（紀元前12世紀頃）前、紀元前820年頃や紀元前814年頃にそれぞれ建国されたという記述があるがいずれも裏付はない。ちなみにチュニジア政府は1987年に「カルタゴ建国2800年祭」を行っており、「紀元前814年」が一般的にカルタゴ建国年と見なされている。

### カルタゴ創成期
地中海に面するカルタゴの初期は、農耕を営む者と海で働く者との長い闘争の歴史であった。都市は、主に交易で成り立っていたため、海運の有力者たちが統治権を握っていた。紀元前6世紀の間、カルタゴは西地中海の覇者となりつつあった。
商人や探検家たちは、広大な通商路を開拓し、そこを通って富や人が行き来した。紀元前5世紀前半、海洋探検家の航海者ハンノは4回に渡る遠征を行い、「ヘラクレスの柱」と呼ばれたジブラルタル海峡を越えて、北アフリカ沿岸のシエラレオネにまで辿りついたと推測されている。第1回の航海は3万人で出航し、6つの植民都市を建設した「ハンノの航海」として知られている。その後、カルタゴは、マルカスという指導者のもと、アフリカ内陸と沿岸一帯に領土を拡大した。
紀元前5世紀初頭より、カルタゴはこの地域の商業の中心地となり、それはローマによる征服まで続いた。カルタゴは、フェニキア人の古代都市や古代リビュアの諸部族を征服し、現在のモロッコからエジプト国境に至る北アフリカ沿岸を支配下におさめた。地中海においては、サルデーニャ島、マルタ島、バレアレス諸島を支配。イベリア半島に植民都市を建設した。

### シケリア戦争

#### 第一次シケリア戦争
カルタゴは海賊や他国が恐れる強力な海軍力を有していた。カルタゴの進出と覇権の拡大は、地中海中央部で確固たる勢力をもつギリシアとの対立を増大させた。カルタゴの玄関口にあたるシケリア（シチリア島）が、戦争の舞台となった。ギリシアやフェニキアは、以前よりこの大きな島の重要性を認識しており、海岸線に沿って多くの植民都市や交易拠点を造っていた。
紀元前540年頃にはシチリア西半分の領有権を巡り、エトルリア人と組んで、ギリシアおよびサルデーニャ人とアレリア沖（コルシカ）で海戦を行い勝利を収めたことが碑文に残されている。また、それ以外にもギリシアやシチリアとは長らく係争が絶えなかったとされる。
紀元前480年、カルタゴが大規模な軍事行動を開始した。事の発端は、ギリシアに支援されたシュラクサイ（シラクサ）の僭主ゲロンが、島を統一しようとしたことに始まる。この明白な脅威に対して、カルタゴはアケメネス朝と連携をとりながら、ギリシアとの戦争に踏み切った。ハミルカル将軍のもと、三十万人の軍隊が集められたといわれているが、この数字は大軍を示しているだけで実数ではないと考えられる。
しかし、シチリア島に向かう途中、悪天候に見舞われ、多数の人員を失った。その後、現在のパレルモにあたるパノルムスに上陸したが、ハミルカルは、第1次ヒメラの戦いでゲロンに大敗してしまった。ハミルカルは、戦闘の最中に戦死したか、名誉の自決を遂げたと伝えられている。カルタゴは、この敗北により大損害を受け弱体化し、国内では貴族政が打倒され共和政に移行した。

#### 第二次シケリア戦争
共和政による効果的な政策の結果、紀元前410年までには、カルタゴは回復を遂げていた。再び現在のチュニジア一帯を支配し、北アフリカ沿岸に新たな植民都市を建設した。また、サハラ砂漠を横断したマーゴ・バルカの旅行や、アフリカ大陸沿岸を巡る航海者ハンノの旅行を後援している。版図を拡大するための遠征は、モロッコからセネガル、大西洋にまで及んでいた。しかし、同じ年、金や銀の主要産地であったイベリア半島の植民都市がカルタゴから分離し、その供給が断たれた。
ハミルカルの長男ハンニバル・マゴは、シチリア島の再領有に向けて準備を始めた。紀元前409年、ハンニバルはシチリア島への遠征を行い（第二次ヒメラの戦い）、現在のセリヌンテにあたるセリヌスやヒメラ（現在のテルミニ・イメレーゼの東12キロメートル）といった小都市の占領に成功して帰還した。
しかし、敵対するシラクサはまだ健在であったため、紀元前405年、ハンニバルはシチリア島全域の支配を目指して、二回目の遠征を開始した。遠征は、頑強な抵抗と不運に見舞われた。アクラガス包囲戦の最中、カルタゴ軍に疫病が蔓延し、ハンニバルもそれにより亡くなってしまった。
彼の後任として軍を指揮したヒメルコは、ギリシア軍の包囲を打ち破り、ゲラを占領した（ゲラの戦い）。さらに、シラクサの新たな僭主ディオニュシオス1世の軍もカマリナで破ったが（カマリナ略奪）、ヒメルコもまた疫病にかかり、講和を結ばざるを得なくなった。
紀元前398年、力をつけたディオニュシオスは、平和協定を破りカルタゴの要塞モティアを攻撃した（モティア包囲戦）。ヒメルコはただちに遠征軍を率いてモティアを奪回し、逆にメッセネ（メッシーナ）を占領した（メッセネの戦い）。紀元前397年には、第一次シュラクサイ包囲戦にまで至るが、翌年、再び疫病に見舞われ、ヒメルコの軍は崩壊した。
シチリア島はカルタゴにとっての生命線であり、カルタゴは固執しつづけた。以後60年以上にわたり、この島でカルタゴとギリシアの小競り合いが続くこととなる。紀元前340年、カルタゴの領土は島の南西の隅に追いやられ、依然として不穏な情勢にあった。

#### 第三次シケリア戦争
紀元前315年、シュラクサイの僭主アガトクレスは戦略的に重要な都市であるメッセネを奪取した。紀元前311年、アガトクレスがアクラガスを包囲すると、カルタゴの将軍ハミルカルはこれに反撃した。ハミルカルは紀元前311年にヒメラ川の戦いでアガトクレスに勝利し、シュラクサイに撤退させた。ハミルカルはシケリアの他の部分を支配し、シュラクサイを海陸から包囲した（第三次シュラクサイ包囲戦）。
死に物狂いになったアガトクレスは、アフリカ本土にあるカルタゴを攻撃させるため、秘密裏に14,000人の兵士を送った。この作戦は成功し、ハミルカルの軍は本土に呼び戻された。紀元前307年、追撃してきたアガトクレスは敗れたが、シチリア島に戻り、停戦した。

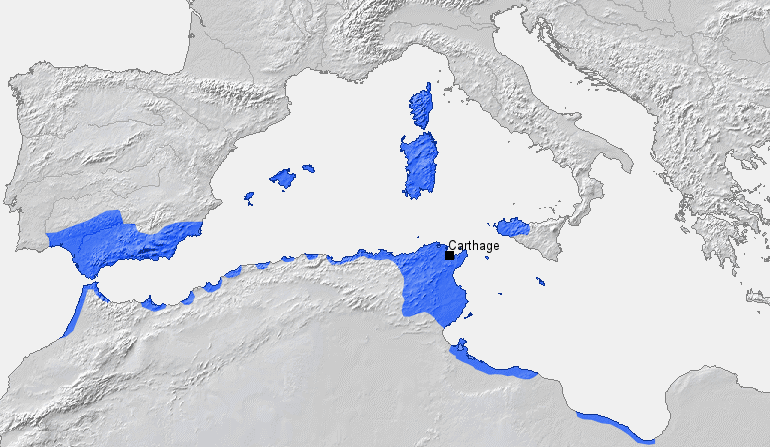
カルタゴ勢力範囲（紀元前264年頃、青色部分）

### エピロス王ピュロス
紀元前280年から紀元前275年にかけて、ギリシア・エピロス（ラテン語ではエピルス。現在のギリシャ共和国のアドリア海側）の王ピュロスは、西地中海におけるギリシアの影響力を維持し、拡大するために2つの大きな戦争を起こした。
一つは、「マグナ・グラエキア」と呼ばれた南イタリアにあるギリシアの植民都市に対するローマの攻撃に対抗するためのものであり、もう一つはシチリア島西部にあるカルタゴの領土を征服しようとするものであった。しかし、ピュロスは、イタリア半島とシチリア島の両方で敗北した。カルタゴにとっては以前の状況に戻ったに過ぎなかったが、ローマはタレントゥム（現在のターラント）を占領し、イタリア全域を支配するようになった。その結果、西地中海における政治勢力に変化が現れ始めた。シチリア島におけるギリシアの拠点は、明らかに減少する一方、ローマの強大化、領土拡大の野望は、カルタゴとの直接対決を導くこととなった。

### メッシーナの危機
紀元前288年、シラクサ王アガソクレスが死去すると、彼の雇っていた傭兵たちはメッシーナの町を乗っ取った。彼らはマメルティニ (Mamertini、マルスの子らの意) と名乗り、恐怖政治を敷いた。この集団は、カルタゴとシラクサにとって脅威となりつつあった。紀元前265年、シラクサ王ヒエロン2世は、カルタゴと共同してマメルティニを攻撃した。その大軍に直面したマメルティニたちの意見は2つに分かれた。一方は、カルタゴへの降服を主張し、もう一方は、ローマの救援を仰ぐというものであった。結局彼らは、カルタゴとローマの両方に使者を派遣した。
ローマの元老院が取るべき道を議論している間に、カルタゴとシラクサの軍はメッシーナに到着した。完全に包囲されたマメルティニは、カルタゴ軍に降服した。メッシーナにはカルタゴの守備隊が置かれ、港にはカルタゴの艦隊が停泊した。イタリア半島に程近いメッシーナにカルタゴの軍隊が駐屯したことは、ローマにとって明らかな脅威であった。そのため、消極的ではあったが、メッシーナをマメルティニの手に戻すためにローマはカルタゴと開戦し、軍隊を派遣した。

### ポエニ戦争

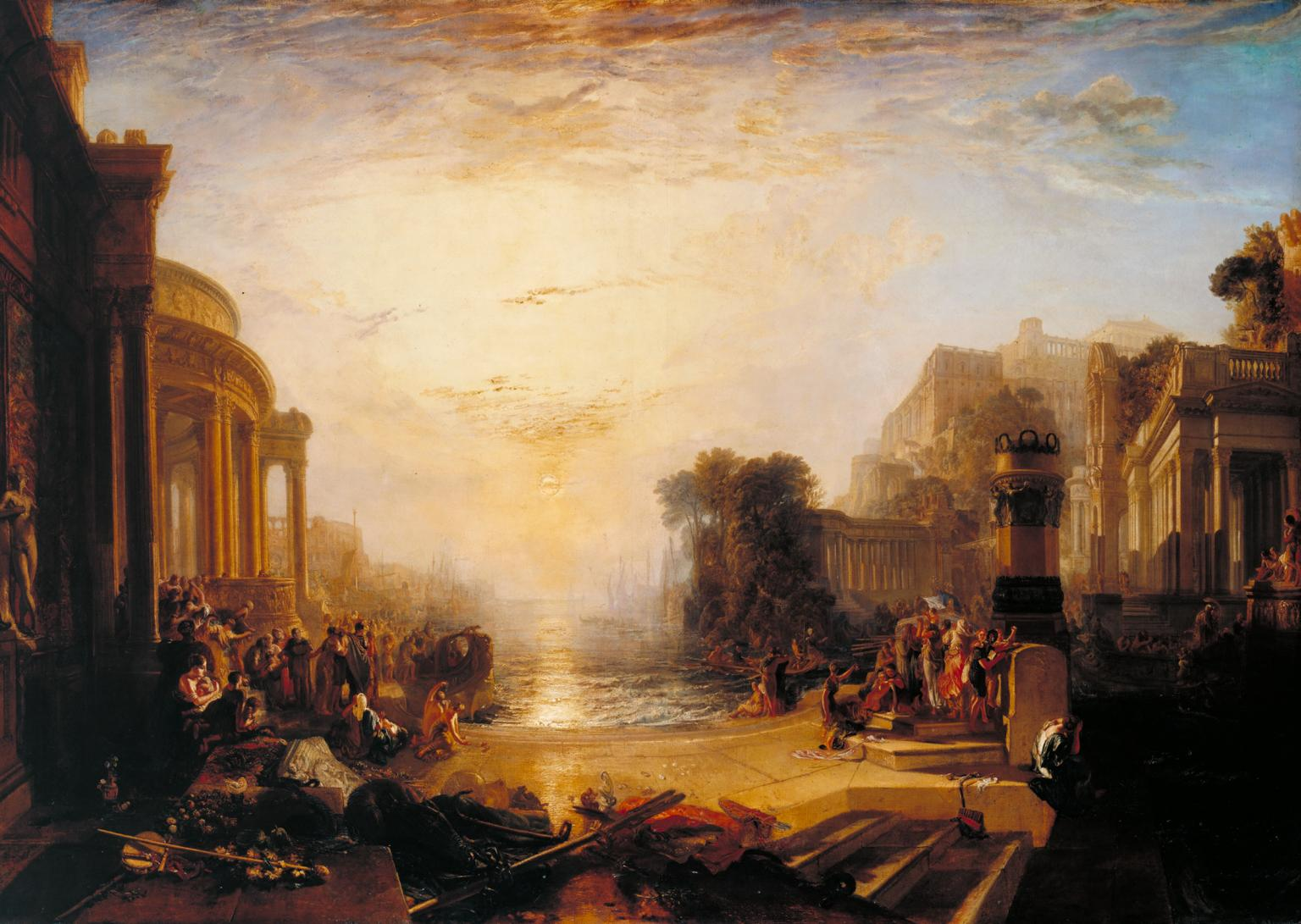
「カルタゴ帝国の衰退」（ジョゼフ・マロード・ウィリアム・ターナー画）

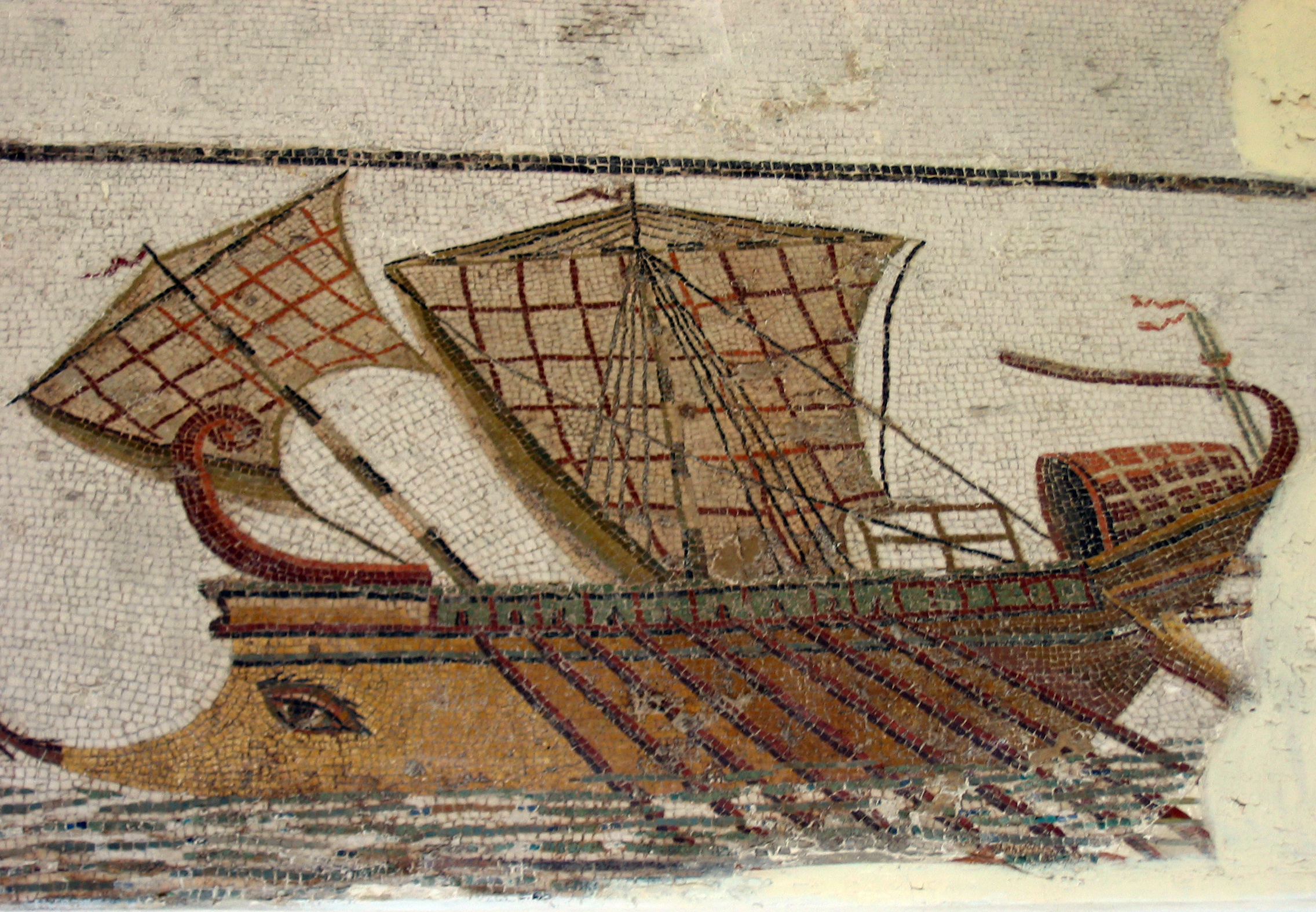
カルタゴ人が作成したローマ製三段櫂船のモザイク（チュニス、 バルド国立博物館）

ローマ軍が、メッシーナのカルタゴ軍を攻撃したことで、約1世紀にも渡るポエニ戦争が始まった。西地中海におけるローマの覇権を確定し、西ヨーロッパの命運を決めることになったこの戦いは、3つの大きな戦争からなる。
- 第一次ポエニ戦争 (紀元前264年 - 紀元前241年)
- 第二次ポエニ戦争 (紀元前218年 - 紀元前202年)
- 第三次ポエニ戦争 (紀元前149年 - 紀元前146年)

第二次ポエニ戦争では、カルタゴの将軍ハンニバル・バルカがイタリア半島に侵入し、ローマ軍をイタリアで幾度も破って苦しめたものの、最終的にはスキピオ・アフリカヌスがザマの戦いで勝利した。第三次ポエニ戦争はスキピオ・アフリカヌスの養孫であるスキピオ・アエミリアヌスの指揮で行われ、カルタゴの戦いによってカルタゴは滅亡し、市民は奴隷とされ都市は破壊された。このカルタゴ陥落の際にスキピオはカルタゴの運命を自国ローマの未来に重ね見たといわれている。
カルタゴの破壊については古代の記述にも揺れがあり、テオドール・モムゼンによって、完全に破壊され永遠の呪いがかけられたとされたが、塩が撒かれたというのはおそらく『士師記』に影響を受けた後世の学者による勘違いである。
カルタゴの破壊の際、図書館の蔵書はアフリカの小王たちに譲られ、『マゴの農書』だけはギリシア語とラテン語に翻訳させたと言われる。

### ローマ帝国による征服

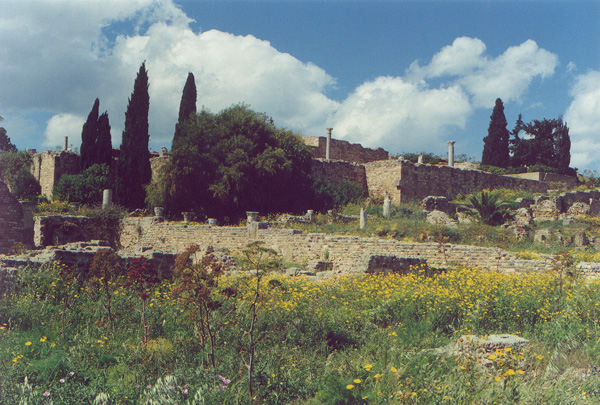
古代ローマ時代のカルタゴのヴィラ

地味豊かで交易の要所でもあったカルタゴの故地には、カルタゴを滅亡させたローマによって併合されアフリカ属州となり、また都市カルタゴの有った場所には新たな植民市が造られた。最初の植民は紀元前122年に護民官ガイウス・グラックスによって企画された。この計画はローマにおいてグラックスの進めていた改革の支持票を獲得するための人気取りの意味合いも強かった。この計画の結果コロニア・ユノニア（ユノ植民市）として新たな都市が造られたが、ローマでのグラックスの失脚に伴いその後大規模な植民が行なわれることはなかった。
2度目はガイウス・ユリウス・カエサルによって計画され、アウグストゥスによって実行された。ユリウス・カルタゴ植民市として再建された都市は、以降アフリカにおけるローマの最も重要な都市として位置付けられ、ローマ帝国の西方でローマに次ぐ第2の都市となった。ローマの再建した植民市は2度ともカルタゴとは異なった名がつけられたが常にカルタゴの名で呼ばれつづけた。
1世紀末に造られたカルタゴ円形闘技場、2世紀のアントニヌス浴場、その他カルタゴ競技場（キルクス）ローマ劇場、ローマ人の住居跡など、現在にまで残るカルタゴの遺跡のほとんどはこのローマ時代のものである。
クラウディウス帝は全8巻からなる「カルタゴ史」を書いたが、現在は散逸している。238年、ローマ帝国の皇帝マクシミヌス・トラクスに対してアフリカ属州総督ゴルディアヌスが反乱をおこしたが、カルタゴの戦いで鎮圧された。近郊のタガステ（ティムガッド）出身のアウグスティヌスは青年期をカルタゴで過ごし弁論術を学んだ。

### ヴァンダルによる征服
5世紀、ヴァンダル族の王ガイセリックがカルタゴを占領してこの地方にヴァンダル王国を建国。カルタゴはその首都となった。カルタゴの西ローマ帝国艦隊を拿捕したヴァンダル王国は、シチリア島、サルディニア島、コルシカ島などを征服。地中海における一大勢力となった。更にガイセリックは442年にはイタリアへ上陸しローマへ侵攻。ガイセリックはローマ教皇レオ1世の申し出を受け、ローマの破壊こそしなかったが、カルタゴより襲来したヴァンダル族によってローマは占領され、略奪を受けた。468年にはバシリスクス率いる東ローマ帝国艦隊を壊滅させた。

### 東ローマ帝国による征服
東ローマ帝国によるカルタゴ征服の試みは何度か失敗したのち、ようやく6世紀になって征服に成功した。ローマ帝国の復興を企図していた東ローマ皇帝ユスティニアヌス1世は、533年に西ローマ帝国の皇女の血を引くヒルデリック王がその遠いいとこであるゲリメルによって廃位されたことを口実として、ベリサリウスを将軍とする軍隊を派遣した（アド・デキムムの戦い）。ヴァンダル王国の軍隊はあっけなく敗北し、533年10月15日日曜日（9月14日という説もある）、東ローマ帝国軍は、カルタゴに入城した。略奪や虐殺は行わなかった。
こうしてカルタゴは東ローマ帝国の領土となったが、ムーア人の反乱が多発したため皇帝マウリキウスの時代に、カルタゴに総督府が置かれ、イタリア半島のラヴェンナ総督府と並んで、帝国の西方における重要拠点として組み込まれた。610年、カルタゴ総督ヘラクレイオスの息子ヘラクレイオス（父子同名）は、時の皇帝フォカスを打倒し、自ら皇帝の座に就いている。

### ウマイヤ朝による征服
647年、ウマイヤ朝勢力がカルタゴを攻撃した。東ローマ帝国はこれを辛うじて退けたものの670年から683年にかけて、再び攻撃を受け、陥落した。698年には、アフリカ大陸にあった東ローマ帝国最後の拠点もウマイヤ朝が占領した（カルタゴの戦い）。

### 放棄
イスラム勢力の占領したこの時期よりカルタゴの荒廃は急速に進行し、ウマイヤ朝によってカルタゴの衛星都市であったチェニェスの跡にチュニスが築かれると、カルタゴは完全に放棄された。

## 政治
カルタゴの政体についての判明事項は極めて乏しい。最も有力な手掛かりは紀元前4世紀の哲学者アリストテレスの著作『政治学』の中の記述であり、それによると以下の3つの特徴を持つ。
1. クレタ、スパルタとカルタゴの政体は非常に似ていること
2. 「王政」「貴族政」「民主政」の長所を併せ持っていること
3. 実質的に「貴族政」「寡頭政」であること

国家の代表は一般的にスーフェース（sufet、通例複数形でsufets、司法権と行政権を持った長官）と呼ばれ、ローマのコンスル同様に1年任期であった。スーフェースの由来は「裁く」や「治める」を意味するセム語の「ショフェト」であり、兄弟言語であるヘブライ語: שָׁפַט (shaphat ：士師)と同根である。ローマの史家はスーフェースをレゲス（reges、王）と呼んだ。スーフェースには軍事に関する権限はなかったが、司法と行政の権限を付与された1人か2人のスーフェースが富豪や影響力をもった一族から選出された。
軍事上の特別職として、将軍がある。ローマのコンスルやスパルタの王とは異なり、カルタゴでは軍事は別とされており、ハンニバルもこれに選ばれた。将軍職は特定の家系の出身が多く、その権限を制限するために百人会が設立された。
貴族たちから選出された代議員によって、ローマの元老院に相当する機関である最高会議（元老院）を構成していた。最高会議は広範囲に渡る権限を有していたが、スーフェースの選任が最高会議によるのか、市民総会（民会）によるかは論が分かれる。市民たちは立法権にも影響力を持っていたようであるが、このような民主主義的な要素はカルタゴを弱体化させたため、都市の統治では寡頭政治が堅持されることとなった。

## 経済
フェニキア本土の都市は、東地中海で不足しやすい金、銀、銅、鉄、鉛、錫などの金属を入手するために貿易や植民に乗り出した。そのためにフェニキア産の手工業製品を輸出し、イベリア半島や北アフリカの金属と物々交換を行なっていた。カルタゴもこれにならい、フェニキア本土よりも金属の産地に近いという地理上の利点を活かして繁栄する。ヘロドトスの『歴史』には、現在は沈黙交易と呼ばれる取引をアフリカの古代リビュアの人々と行なっていた記録がある。交換にはフェニキア製の工芸品、染色した紫の織物などを扱った。
戦争の捕虜は、農業や鉱業のための奴隷貿易の商品としても扱われた。歴史家のシケリアのディオドロスによれば、イベリア半島の鉱山では、ローマの征服前からカルタゴによって奴隷が使役されていた。農業では、奴隷制にもとづいて集約的な農地経営や牧畜を行なった。その技術は『マゴの農書』に記録され、ローマの大土地経営であるラティフンディアにも影響を与えたとされる。
貨幣は、前410年から前390年にかけて銀貨の発行が始まった。シチリア遠征の兵士への支払い等が理由とされている。ギリシアのドラクマ銀貨をモデルに作られており、シチリアで用いられていたギリシアの硬貨に近い。前4世紀には金貨等の発行が始まり、金貨はフェニキア本土の度量衡に基づいた。

## 宗教

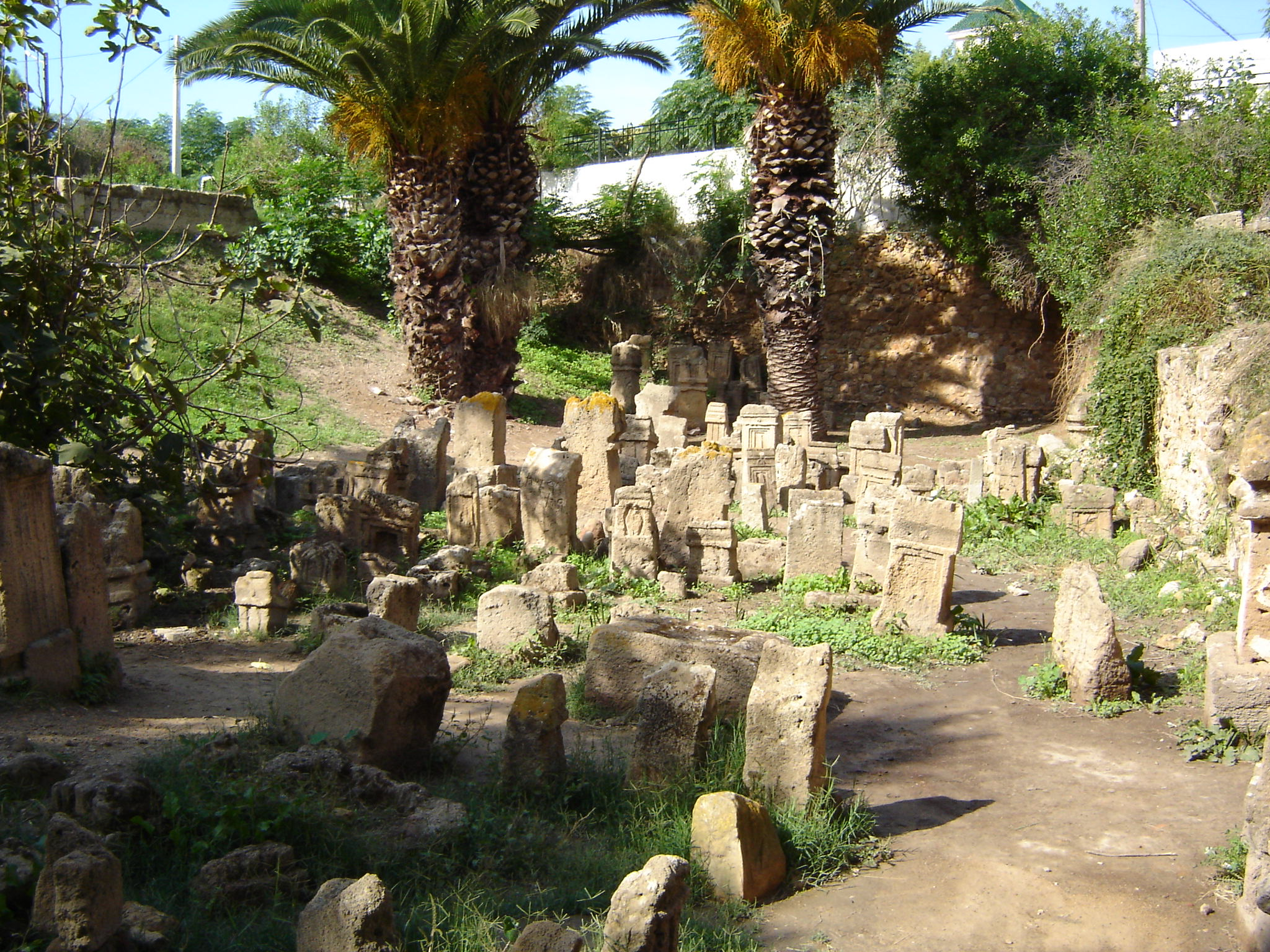
トペテ

カルタゴでは、フェニキアから伝わったバアル崇拝やアスタルト崇拝と旧来の土着信仰に由来するタニト崇拝とが融合し、独自の宗教形態を作り出していた。これにエジプトの神々やギリシャのデメテル崇拝が加わり、ますます多様化していった。この宗教形態はカルタゴがローマ支配下に置かれた後も引き継がれ、ローマの神々と共に信仰の対象とされた。ウマイヤ朝によってイスラム教が伝えられると急速に廃れていった。

### 風習
プルタルコスは、フェニキア人が子供を犠牲にして捧げ物にしていたことを記録に残している。赤ん坊が死産した場合、最も若い子供が両親によって生贄に供されていた、ということである。テルトゥリアヌス、オロシウス、ディオドロス・シクロスなどもこの風習を記録に残しているが、ティトゥス・リウィウスやポリュビオスは触れていない。
トペテ（en、トフェトとも）と呼ばれる子供のための共同墓地は、紀元前400年から紀元前200年の間に建造されたと推定されている。この墓地からは20,000個の骨壷が出土し、骨壷には新生児の黒焦げになった骨が入っており、中には胎児や2歳ぐらいの幼児のものもあった。そして火葬された子供達の名は、墓碑にも骨壷にも刻まれることは無かった。
現代の考古学上の発掘から、プルタルコスの記述には、疑問が持たれている。カルタゴでは火葬は新生児や死産児に限らず、成人に対しても行われていた。また、羊や山羊の骨も発掘されており、この動物の犠牲の記録も発見されている。逆に子供の犠牲の記録が発見されていないことから、子供を犠牲にして捧げ物にする風習が無かったことが明らかになった。だが、現在でもプルタルコスの記述が正しかったとする説も少なくないため、結論はまだ出ていない。

## 世界遺産

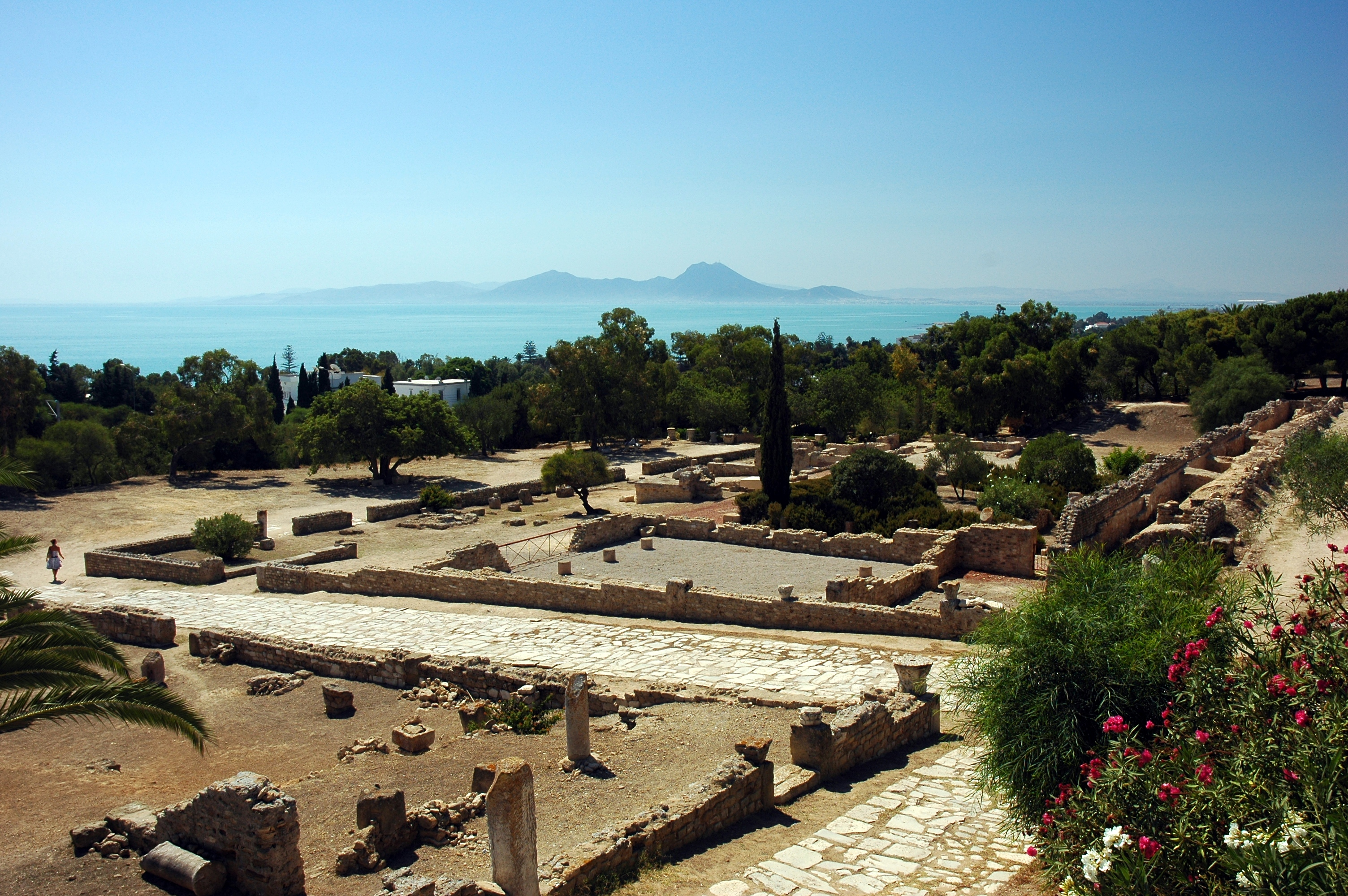
カルタゴの遺跡

### 登録基準
この世界遺産は世界遺産登録基準のうち、以下の条件を満たし、登録された（以下の基準は世界遺産センター公表の登録基準からの翻訳、引用である）。
- (2) ある期間を通じてまたはある文化圏において、建築、技術、記念碑的芸術、都市計画、景観デザインの発展に関し、人類の価値の重要な交流を示すもの。
- (3) 現存するまたは消滅した文化的伝統または文明の、唯一のまたは少なくとも稀な証拠。
- (6) 顕著で普遍的な意義を有する出来事、現存する伝統、思想、信仰または芸術的、文学的作品と直接にまたは明白に関連するもの（この基準は他の基準と組み合わせて用いるのが望ましいと世界遺産委員会は考えている）。

登録基準に基づく評価内容は以下の通り。
- (2) ティルスと関連のあるフェニキア人による創設と、ユリウス・カエサルの命によるローマ人の再建が行われたほか、カルタゴはヴァンダル王国の首都で、ビザンチン帝国のアフリカ属州でもあった。この古代の港は、10 世紀以上にわたる商業と文化の交流を物語っている。バアルに捧げられた聖地トペテには、数多くの文化的影響が見られる石碑が数多く存在する。フェニキア・ポエニ文化、ローマ文化、古代キリスト教文化、アラブ文化が次々と開花し、広まった傑出した場所であり、カルタゴは、地中海地域の芸術、建築、都市計画の発展に多大な影響を与えてきた。
- (3) カルタゴの遺跡は、当時フェニキア・ポエニ文明が地中海西部盆地の中心地であったことを示す優れた証拠である。また、カルタゴはアフリカ・ローマ文明の最も輝かしい中心地の一つでもあった。
- (6) カルタゴの歴史的、文学的名声は、常に普遍的な想像力を育んできた。カルタゴの地は、ウェルギリウスが『アエネイス』で歌った、町の創設者で伝説のティルスの王女エリッサ・ディードーの故郷、偉大な航海者であり探検家であったハノン、歴史上最も偉大な軍事戦略家の一人であるハンニバル、ラテン・アフリカ文学の創始者である作家アプレイウス、殉教者聖キプリアヌス、そしてここで修行し、何度も訪れた聖アウグスティンと特に関連がある。

## カルタゴの登場する作品

### 文芸
- 『小カルタゴ人』(紀元前3世紀末)  - ローマの劇作家プラウトゥスの喜劇。
- 『アエネイス』(紀元前29年 - 紀元前19年) - ローマの詩人ウェルギリウスの叙事詩。
- 『サランボー』(1862年) - ギュスターヴ・フローベールの小説。

### 音楽・歌劇
- 『ディドとエネアス』(1680年代) - ヘンリー・パーセルの歌劇。
- 『トロイアの人々』(1859年 - 1860年) - エクトル・ベルリオーズの歌劇。
- 『捨てられたディド』 - タルティーニのヴァイオリン・ソナタ。

### 映画
- 『カルタゴ』(1959年、イタリア)
- 『ハンニバル』(1959年、イタリア)

## 主なカルタゴ人
- 航海者ハンノ（紀元前5世紀） - アフリカ西岸を探検。
- 大ハンノ（紀元前3世紀） - 政治家。
- ハミルカル・バルカ（? - 紀元前229年/228年）-第一次ポエニ戦争で活躍した将軍。
- ハンニバル・バルカ（紀元前247年 - 紀元前183年）-第二次ポエニ戦争で活躍した将軍。ハミルカルの子。
- マゴ・バルカ（? - 紀元前203年頃） - ハンニバルの末弟。
- セプティミウス・セウェルス（146年 - 211年） - ローマ皇帝。ベルベル人とも言われる。
- カラカラ （188年 - 217年）- ローマ皇帝。セプティミウス・セウェルスの長男。
- プブリウス・セプティミウス・ゲタ （189年 - 211年）- ローマ皇帝。セプティミウス・セウェルスの次男。
- テルトゥリアヌス（160年頃 - 222年以降） - キリスト教神学者。
- フルメンティウス（300年頃 - 380年頃） - アクスム王国へのキリスト教伝道者。聖人。
- モニカ - アウグスティヌスの母、聖人。
- アウグスティヌス（354年 - 430年） - 教父と呼ばれるカルタゴ（地域）出身者。
- マルティアヌス・カペッラ（5世紀） - ラテン語著作家。

## カルタゴを起源とする都市
- カルタヘナ